# Astérix et les vikings
Astérix et les vikings (no Brasil, Asterix e os Vikings; em Portugal, Astérix e os Vikings) é um filme de animação franco-dinamarquês de 2006, estrelado pelo personagem Asterix, o Gaulês. O filme é baseado no livro Asterix e os Normandos, de Albert Uderzo e René Goscinny.

## História
Os bravos viquingues estão chateados por não encontrarem mais pessoas em seus ataques. Ao perguntar ao druida Criptograf o que ocorre, este diz que os inimigos somem porque "o medo dá asas". Levando a afirmativa a sério, o grupo vai para a Gália buscar alguém que os ensine a ter medo.
Enquanto isso, Abracurcix recebe seu jovem sobrinho Calhambix (Goudorix no original, Atrevidix em Portugal), filho do irmão Oceanix, com a missão de transformá-lo num homem. Abracurcix entrega à Asterix e Obelix essa missão, mas a dupla descobre que o sujeito é um tremendo covarde. Para piorar as coisas, Calhambix é um rapaz descolado e extremamente mulherengo, e não mostra nenhum interesse na cultura clássica celta, dando importância somente à tecnologia e às tendências musicais modernas.
Após Calhambix afirmar ser "campeão do medo", os viquingues o sequestram, e Asterix e Obelix vão resgatá-lo na Escandinávia. No caminho para lá, Calhambix se apaixona pela filha do chefe viking, Abba, uma destemida garota que inconformada com o fato de não poder viajar com os bravos viquingues por ser mulher, invade o navio em que eles vão viajar. Ao conhecer Calhambix, ela parece corresponder ao interesse deste e os dois logo se tornam amigos. Ela, porém, é forçada a se casar com Olaf, filho de Criptograf, o mais forte e temido entre os viquingues, porém extremamente bruto e pouco inteligente. Mas calhambix se torna um grande guerreiro ,salva Abba de seu casamento com Olaf e foram viver felizes para sempre.

## Vozes
- Roger Carel – Asterix / Ideiafix
- fr:Jacques Frantz – Obelix
- fr:Lorant Deutsch – Calhambix
- Sara Forestier – Abba
- Pierre Palmade – Cryptograf
- Pierre Tchernia – Narrador
- fr:Vania Vilers – Panoramix
- fr:Marion Game – Naftalina
- Vincent Grass – Abracurcix
- fr:Bernard Alane – Chatotorix
- Marc Alfos – Timandahaf
- fr:Patrick Borg – Caraf
- fr:Philippe Catoire – Nescaf
- fr:Bruno Dubernat – Télégraf
- Luc Florian – Oceanix
- Stéphane Fourreau – Olibrius
- Med Hondo – Pirata
- fr:Bernard Métreaux – Ordenalfabetix
- Victor Naudet – Jovem Viking #2
- Pascal Renwick – Automatix
- Gérard Surugue – Veteranix
- Estelle Simon – Gaulês
- Stevens Thuilier – Gaulês
- fr:Roland Timsit – Abribus
- fr:Barbara Tissier – SMS
- fr:Michel Vigné – Olaf
- fr:Brigitte Viturbes – Vikéa